# Psyllaephagus turkmenicus
Psyllaephagus turkmenicus är en stekelart som först beskrevs av Svetlana N. Myartseva 1979.  Psyllaephagus turkmenicus ingår i släktet Psyllaephagus och familjen sköldlussteklar. Inga underarter finns listade i Catalogue of Life.